# Diego Narváez Rincón
Diego Narváez Rincón, znany także jako Diego Arnary (ur. 17 czerwca 1980 w Bogocie, Kolumbia) – kolumbijski aktor telewizyjny i model.

## Życiorys
Narváez urodził się i wychowywał w Bogocie jako najmłodszy z czwórki rodzeństwa. Uczęszczał do prywatnej szkoły katolickiej. Kiedy miał dwadzieścia cztery lata wyemigrował do Sydney w Australii. Tam uczęszczał do Państwowego Instytutu Sztuki Dramatycznej (National Institute of Dramatic Art - NIDA) i Actor Centre Australia. Studia aktorskie kontynuował w Miami na Florydzie i Meksyku.
W Australii pracował jako model dla agencji EMG Model Agency. Pozował dla fotografów takich jak Pedro Virgil i Simon Le w Australii oraz Rick Day w Nowym Jorku, zdjęcia z jego wizerunkiem ukazały się w publikacji „Players” (2013). W maju 2012 przeniósł się do Meksyku i związał się z Contempo International Model Management, pracował z hiszpańskim fotografem mody Salvadorem Pozo i Ricardo Ho w Meksyku, studiował aktorstwo w CEA Televisa.
Wykonał pracę dla takich marek jak Highlife Mexico, TAAK Style Mexico, Max Music Channel Australia, Amart Sports, Rebel Sports Australia, LG Group, C&A w Chinach, australijskiej prasy, australijskiej firmy odzieżowej BNCU, Foster Gold w Wielkiej Brytanii, Commonwealth Bank Australia i Longines.
Powrócił do Kolumbii, gdzie zagrał w różnych operach mydlanych, m.in. takich jak Rodzice i dzieci (Padres e Hijos, 2004), Żona z dziećmi (CasadosCon Hijos, 2004) i Przez miłość (Por Amor, 2006). W 2008 współpracował z amerykańskim muzykiem i wokalistą Wyclef Jeanem w pokazie otwierającym nagrody MTV Australia.
Pojawił się w teledysku Dianny Corcoran „Wrong Girl” (2010), który stał się numerem 1 na australijskich listach przebojów country przez 5 tygodni. Zagrał również w wideoklipie libańskiej pop gwiazdy Darine Hadchiti "„Houdourah”", który został wyemitowany we wszystkich krajach arabskich w 2011. Wystąpił w teledysku z brytyjskiego DJ Jodie Harsh (2011), nakręconym w Londynie. W 2012 wystąpił w filmie krótkometrażowym Prudence Pecker (Roztropny penis) i programie TV Como dice el dicho (Jak to się mówi). W kwietniu 2013 dołączył do obsady opery mydlanej Procter & Gamble El Pecado de Camila (Grzech Camili), transmitowanej przez Televisa w Canal de las Estrellas, gdzie gra mechanika Poncho. Jego praca została opublikowana w rosyjskim magazynie „CoverBoy” (marzec i maj 2013), hiszpańskim „Chongo” i chińskim „GQ Magazine” (czerwiec 2013).

## Wybrana filmografia

### Filmy fabularne
- 2006: Kolumbia (Á Colombia) jako koleś w barze

### Seriale TV
- 2004: Casados con hijos (Rodzice i dzieci) jako Roberto's
- 2006: Por Amor (Przez miłość) jako Fredy
- 2010: La Diosa Coronada jako klient Kathy
- 2010: Mujeres al limite jako Miguel Salazar
- 2011: Dziedzictwo del Monte (Los Herederos del Monte) jako Roberto López
- 2012: Como dice el dicho jako Jacinto Rodriguez